# マウリッツフォンテンスタッド
マウリッツフォンテンスタッド（Mauritzfontein Stud）は南アフリカ共和国北ケープ州キンバリーにある競走馬の生産及び種牡馬の繋養を行う牧場である。1945年開設。

## 現在の繋養種牡馬
- Danon Platina
- Ideal World
- Digital Age

## 過去の主な繋養種牡馬
- Byword
- Fort Wood
- Free Ride
- Janus
- Strike Smartly
- Wilwyn